# 小葵子属
小葵子属（学名：Guizotia）是菊科下的一个属，为一年生草本植物。该属共有约12种，分布于热带非洲。